# (3544) Borodino
(3544) Borodino est un astéroïde de la ceinture principale.

## Description
(3544) Borodino est un astéroïde de la ceinture principale. Il fut découvert le 7 septembre 1977 à Naoutchnyï par Nikolaï Tchernykh. Il présente une orbite caractérisée par un demi-grand axe de 2,40 UA, une excentricité de 0,22 et une inclinaison de 8,9° par rapport à l'écliptique.

## Compléments